# Charles Somerset, 1. Earl of Worcester

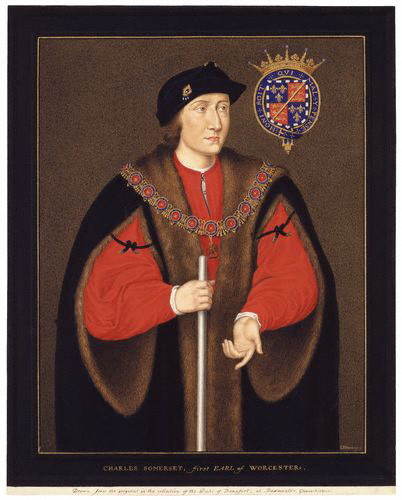
Charles Somerset, 1. Earl of Worcester. Gemälde nach einem Porträt aus dem 16. Jahrhundert

Charles Somerset, 1. Earl of Worcester KG (eigentlich Charles Beaufort) (* um 1460; † 25. April 1526) war ein englischer Höfling und Magnat. Als unehelich geborener Angehöriger der Familie Beaufort gehörte er zu den wichtigsten Ratgebern der Könige Heinrich VII. und Heinrich VIII., denen er auch als Militär und Diplomat diente. Durch seinen Dienst für die Könige stieg er zum Earl of Worcester auf und wurde Begründer der Familie Somerset, deren Oberhaupt später zum Duke of Beaufort erhoben wurde.

## Herkunft und Kindheit
Die Beauforts waren illegitime Nachkommen des John of Gaunt, eines Sohnes Eduards III. und seiner Geliebten Catherine Swynford. Charles Somerset war ein unehelicher Sohn von Henry Beaufort, 2. Duke of Somerset und dessen Geliebter Joan Hill. Sein Vater wurde während der Rosenkriege 1464 hingerichtet. Durch ihn war Charles ein Cousin sowohl des späteren Königs Heinrich VII. wie auch von dessen Mutter Margaret Beaufort, zu deren Testamentsvollstreckern er später gehörte. Seine Kindheit verbrachte er während der Rosenkriege im Exil zunächst in Flandern und später in Frankreich.

## Aufstieg unter HeinrichVII.
Somerset gehörte zu den Truppen, mit denen Henry Tudor, der spätere Heinrich VII. 1485 in Wales landete. Dieser schlug ihn nach der Landung am 7. August in Milford Haven zum Ritter, und wenig später nahm Beaufort an der Schlacht von Bosworth teil, in der Henry Tudor den englischen König Richard III. schlug und sich damit die Krone erkämpfte. Wenig später änderte Beaufort seinen Namen in Somerset, vermutlich um zu verdeutlichen, dass er trotz seiner Abstammung von der Familie Beaufort keinen Anspruch auf den englischen Thron stellte. Der neue König versorgte nun Somerset als seinen Verwandten und Waffengefährten, in dem er ihn am 1. März 1486 zum Hauptmann der Yeomen of the Guard ernannte. Wenig später wurde Somerset zum königlichen Mundschenk ernannt und 1493 gewährte der König Somersets Mutter eine Pension. Am Georgstag 1496, am 23. April, wurde Somerset in den Hosenbandorden aufgenommen. Am 17. Juni 1497 bewährte er sich in der Schlacht von Deptford Bridge bei der Niederschlagung eines Aufstandes, sodass er noch auf dem Schlachtfeld zum Knight Banneret geschlagen wurde. Somerset blieb dem König eng verbunden. Im Gefolge des Königs nahm er an dessen Treffen mit Erzherzog Philipp von Österreich am 9. Juni 1500 vor Calais teil. 1501 ernannte ihn der König zum stellvertretenden Chamberlain of the Household. In diesem Amt war er mit für die Feierlichkeiten zur Ankunft von Katharina von Aragon in England im Oktober und November 1501 verantwortlich. Im September 1503 ernannte ihn der König zum Knight of the Body und vor Anfang 1505 zum königlichen Rat.

## Militär und Diplomat unter HeinrichVII.
Als einer der engsten Berater von Heinrich VII. übernahm Somerset zahlreiche militärische und diplomatische Aufgaben. Als der König zu Beginn seiner Herrschaft versuchte, im Guerre folle, dem Konflikt zwischen Frankreich und der Bretagne zu vermitteln, wurde unter Somersets Kommando eine Flotte ausgerüstet. Am 20. Februar 1488 wurde Somerset zum Admiral ernannt und das Kommando über das Schiff Le Soveraigne übergeben. Als der König erwog, die Ansprüche von Anne de Bretagne, der Tochter des letzten Herzogs der Bretagne, gegen den französischen König Karl VIII. zu verteidigen, befahl er am 9. Oktober 1488 Somerset, in See zu stechen. Im September 1490 sandte der König Somerset zum römisch-deutschen König Maximilian I., der versuchte, Anne de Bretagne zu heiraten. Somerset überreichte Maximilian den Hosenbandorden, doch letztlich blieben die Versuche des englischen Königs vergeblich, da Anne 1491 den französischen König heiratete, womit die Bretagne an Frankreich fiel. 1492 schlossen Heinrich VII. und Karl VIII. im Vertrag von Étaples einen Friedensvertrag. Nach dem Tod von Karl VIII. am 7. April 1498 wurde Somerset nach Frankreich gesandt, um mit dem neuen König Ludwig XII. den Vertrag von Étaples zu erneuern.
1502 wurde Somerset wieder zu Maximilian I. gesandt, um sicherzustellen, dass die aus England verbannten yorkistischen Rebellen weiterhin im Ausland blieben. Nach Verhandlungen in Antwerpen vereinbarten Somerset und der römisch-deutsche König am 19. Juni 1502 einen Vertrag, in dem Maximilian I. nicht nur die Überwachung der Rebellen versprach, sondern auch einen Handelsvertrag mit England vereinbarte. Im Gegenzug zahlte Heinrich VII. dem römisch-deutschen König £ 10.000. Der seit 1503 verwitwete Heinrich VII. beauftragte Somerset auch mit den schwierigen Verhandlungen mit Frankreich, als er in Erwägung zog, eine französische Prinzessin zu heiraten. Anfang Juni 1505 traf Somerset in Blois Ludwig XII. Nach umfangreichen Verhandlungen stellte der französische König dem englischen König die Heirat mit seiner Nichte Margarete von Angoulême in Aussicht. Diese Heirat kam jedoch bis zum Tod von Heinrich VII. nicht zustande.

## Aufstieg zum Magnaten in Wales

### Gewinnung umfangreicher Besitzungen unter HeinrichVII.
Am 2. Juni 1492 hatte Somerset Elizabeth Herbert, 3. Baroness Herbert († 1507) geheiratet. Seine Braut war die einzige Tochter und Erbin von William Herbert, 1. Earl of Huntingdon. Da ihr Vater im Vorjahr gestorben war, war sie ein Mündel des Königs. Elizabeths Vater war zusammen mit dem König aufgewachsen und ihre Mutter Mary war eine Schwester der Königinwitwe Elizabeth Woodville. Durch das Erbe seiner Frau erwarb Somerset bedeutenden Landbesitz in den walisischen Herrschaften Gower, Kilvery, Crickhowell, Tretower und Raglan. Damit stieg er zum bedeutenden Marcher Lord auf. Nach dem Tod von Jasper Tudor, 1. Duke of Bedford 1495 fielen dessen Ländereien in Wales an die Krone, und im März 1501 übergab der König die Verwaltung der walisischen Herrschaft Glamorgan an Somerset. Die Herrschaften der Welsh Marches besaßen zu dieser Zeit noch eine Teilautonomie, und als Herr von Glamorgan war Somerset auch für die Justiz von Glamorgan verantwortlich. Der König hatte jedoch mit Somerset hart verhandelt. 1502 beklagte sich Somerset, dass ohne die Vergabe weiterer Ämter die Verwaltung von Glamorgan für ihn unrentabel sei. Dementsprechend übergab ihm der König im September 1503 die Herrschaft Ewyas Lacy sowie im Oktober 1503 die Verwaltung der Herrschaft Monmouth in Südostwales. Nach dem Tod von Sir Walter Herbert, einem Onkel seiner Frau, im September 1507 erwarb Somerset die Herrschaften Chepstow und Tudenham und die Verwaltung der Herrschaft Caldicot. Mit diesen umfassenden Besitzungen und seinen Ämtern war Somerset zum mächtigsten Adligen in Südwales aufgestiegen. Aus dem Recht seiner Gattin verwendete er spätestens ab 1503 den Titel Baron Herbert und wurde als solcher auch am 17. Oktober 1509 und 28. November 1511 ins Parlament einberufen.

### Festigung des Einflusses in Wales unter HeinrichVIII.

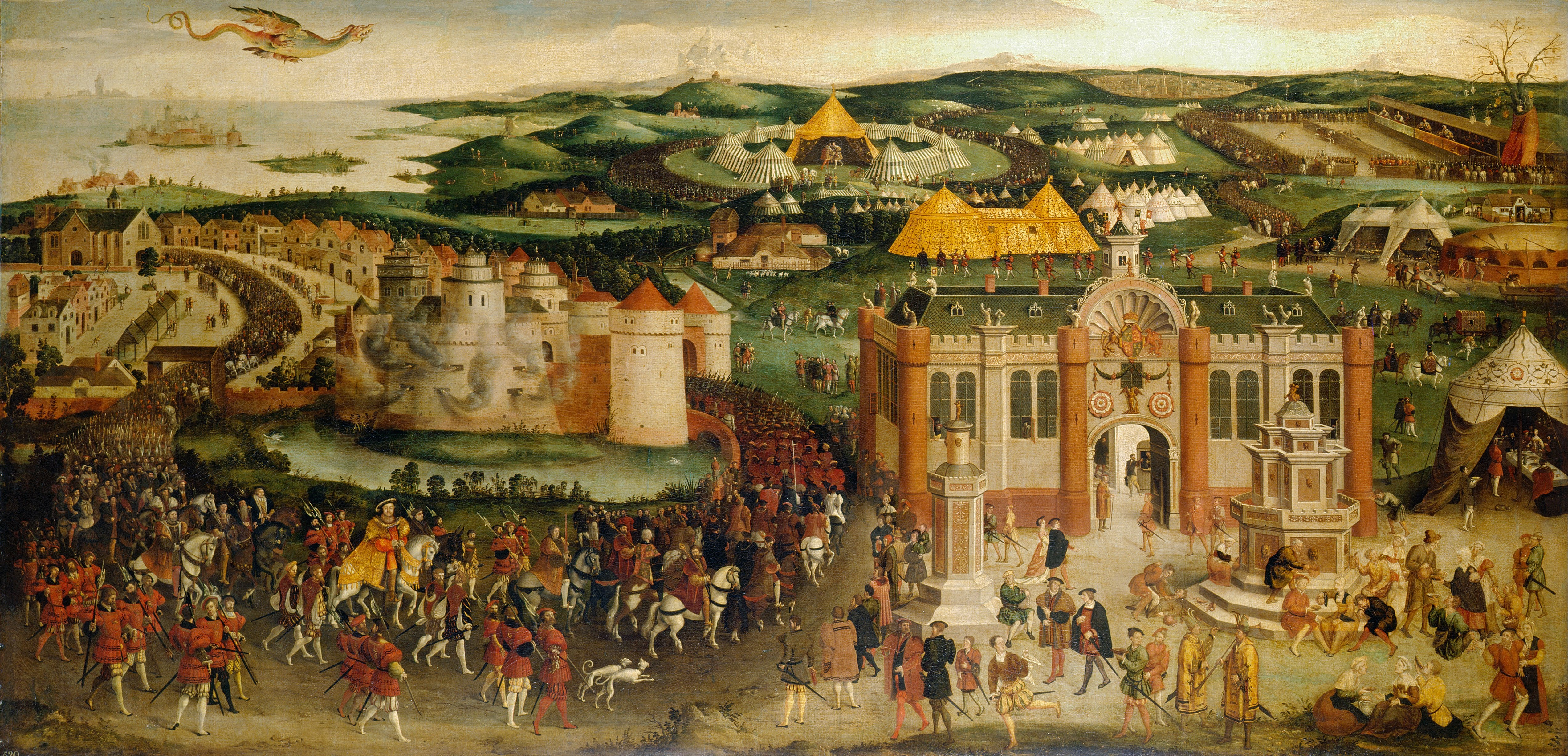
1545 entstandenes Gemälde des Treffens des englischen und französischen Königs auf dem Camp du Drap d’Or, an dessen Organisation Worcester wesentlich beteiligt war

Trotz seiner Ämter hatte Somerset während der Herrschaft von Heinrich VII. in Wales deutlich weniger Macht, als Jasper Tudor sie gehabt hatte. Einen Großteil seiner Ämter und Ländereien hatte Somerset nur auf Zeit und nicht lebenslang oder gar erblich vom König erhalten. Nach dem Tod von Heinrich VII. erweiterte aber dessen Sohn und Erbe Heinrich VIII. Somersets Befugnisse in Südwales erheblich. Am 19. Mai 1509 ernannte der neue König Somerset zum Verwalter der Herrschaft Ruthin und zum Kommandanten von Ruthin Castle. Durch diese Ämter erhielt Somerset nun auch Einfluss in Nordwales. Am 21. Mai übertrug ihm der König die lebenslange Verwaltung von Monmouth und Grosmont und das Kommando von Monmouth Castle, und am 29. Mai ernannte der König ihn zum Sheriff von Glamorgan. Im Mai 1510 erhielt Somerset die lebenslange Verwaltung der Herrschaft Abergavenny. Im Juni 1510 gewährte der König Somerset, mit Ausnahme der Verwaltung von Monmouth, für die bislang verliehenen Ämter auch das Recht der Vererbung der Ämter. Aus seinen walisischen Besitzungen bezog Worcester 1520 mindestens £ 850 jährliche Einkünfte.

## Stellung unter Heinrich VIII.
Somerset behielt auch unter Heinrich VIII. eine einflussreiche Stellung am Königshof. Der König ernannte ihn am 30. Mai 1509 zum Lord Chamberlain of the Household. 1513 begleitete er den König während des Kriegs der Heiligen Liga bei dessen Feldzug nach Frankreich, wobei Somerset die mittlere der drei Abteilungen des englischen Heeres kommandierte. Mit diesen Truppen belagerte er mit Thérouanne, das am 23. August 1513 erobert wurde. Zur Belohnung erhob ihn der König am 1. Februar 1514 zum Earl of Worcester. Im August 1514 begleitete Worcester, wie Somerset nun genannt wurde, Maria, die Schwester des Königs, nach Frankreich, wo sie König Ludwig XII. heiratete. Dazu nahm er an Verhandlungen mit Frankreich teil, die zum Ziel hatten, König Ferdinand II. von Aragon aus Navarra zu vertreiben. 1515 war Worcester vor allem mit der Inspektion der Befestigungen von Tournai beschäftigt, das die Engländer kurz nach der Eroberung von Thérouanne erobert hatten. Von 1516 bis 1517 war er an ergebnislosen Bündnisverhandlungen mit Kaiser Maximilian I. beteiligt. Schließlich musste Worcester Heinrich VIII. darüber informieren, dass der Kaiser zögerte, ein Bündnis mit England zu schließen, und riet ihm, den Kaiser nicht mit weiteren Geldzahlungen zu unterstützen. Nach dem Scheitern der Verhandlungen mit dem Kaiser verbesserten sich wieder die Beziehungen zwischen England und Frankreich. Worcester erlebte den Höhepunkt seiner Karriere, als er zwischen 1518 und 1520 mit den Verhandlungen über einen Waffenstillstand mit Frankreich betraut war. 1518 vereinbarte er die Rückgabe von Tournai an Frankreich, wofür England 600.000 Kronen erhielt. Im Dezember 1518 traf Worcester den französischen König Franz I. in Saint Denis. In der Folge diente er als Vermittler zwischen dem englischen Lordkanzler Wolsey und dem französischen Hof, die schließlich in dem Treffen der beiden Könige auf dem Camp du Drap d’Or vom 11. bis zum 22. Juni 1520 gipfelten. Das Treffen wurde auf englischer Seite hauptsächlich von Worcester organisiert, der damit seine organisatorischen und diplomatischen Fähigkeiten unter Beweis stellte. 1522 nahm er an dem Empfang von Kaiser Karl V. in England teil und bezeugte den mit dem Kaiser geschlossenen Vertrag von Windsor. 1525 bezeugte er noch ein im Landsitz The More in Hertfordshire geschlossene Abkommen mit Frankreich.
Worcester starb vermutlich in seinem bevorzugten Wohnsitz in Kew und wurde in der St George’s Chapel in Windsor Castle neben seiner ersten Frau Elizabeth Herbert beigesetzt. Den Ablauf seiner Beisetzung hatte er selbst in seinem Testament festgelegt.

## Familie und Nachkommen
Mit seiner ersten Frau Elizabeth Herbert, 3. Baroness Herbert, hatte Worcester mindestens einen Sohn:
- Henry Somerset, 2. Earl of Worcester (um 1495–1549).[2]

Nach dem Tod seiner ersten Frau heiratete er um 1513 Elizabeth West, Tochter des Thomas West, 8. Baron De La Warr, mit der er mindestens eine Tochter hatte:
- Lady Mary Somerset, ⚭ (1) William Grey, 13. Baron Grey de Wilton, ⚭ (2) Robert Carre.

Nach 1514 heiratete er in dritter Ehe Eleanor Sutton, eine Tochter des Edward Sutton, 2. Baron Dudley. Eleanor, mit der er keine Kinder hatte, überlebte ihn und heiratete später Leonard Grey, 1. Viscount Grane († 1541).